# X.com (banque)
X.com est une banque en ligne fondée par Elon Musk en novembre 1999. Elle devient PayPal en 2000 en fusionnant avec Confinity.

## Modèle d'affaires
X.com était l'une des premières banques en ligne. Les dépôts étaient assurés par le FDIC. La société fut fondée par Elon Musk, ainsi que son mentor en affaires Greg Kouri, qui financera plus tard les startups de Elon Musk Tesla et SpaceX.

## Histoire
En mars 2000, X.com fusionne avec Confinity, son concurrent direct. La nouvelle compagnie garde le nom de X.com puis devient PayPal. Elon Musk était le principal actionnaire, et a été nommé président-directeur général. Également lancé en 1999, le produit phare de Confinity, PayPal, permet aux utilisateurs de s'échanger de l'argent via un PDA de la marque Palm Pilots, en utilisant les ports infrarouges. Par la suite, PayPal a fait en sorte que les utilisateurs puissent s'échanger de l'argent en utilisant Internet et les e-mails.
En septembre 2000, Elon Musk a été remplacé par Peter Thiel, le cofondateur de Confinity. En février 2001, X.com a été renommé PayPal. En octobre 2002, PayPal est racheté par eBay pour 1,5 milliard de dollars. 
Le 5 juillet 2017, Elon Musk a racheté le nom de domaine X.com à PayPal,. Il expliquera plus tard ce rachat par « une grande valeur sentimentale ».
Le 14 juillet 2017, X.com a été lancé à nouveau, consistant en une page blanche, avec un « X » dans le coin en haut à gauche,, ainsi qu'en une page d'erreur affichant un « Y »,.
Plus tard, Elon Musk donna au domaine X.com une utilité en redirigeant les visiteurs vers le site web d'une autre de ses sociétés, The Boring Company, principalement pour annoncer et promouvoir une vente de chapeaux et de casquettes.
Au 31 juillet 2018, X.com affiche un message dictant « Ce site web est en cours d'enrichissement ».
Depuis septembre 2019, le site n'est plus que composé d'une seule page visible comportant une simple lettre x en haut à gauche, sans aucun habillage graphique. Mais comportant toujours une page similaire avec un y en cas d'erreur.
Le 23 juillet 2023, Elon Musk annonce la redirection de l'adresse x.com vers Twitter dans le cadre d'un changement progressif de la marque.